# ヤン・パラフ

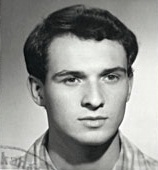
ヤン・パラフ

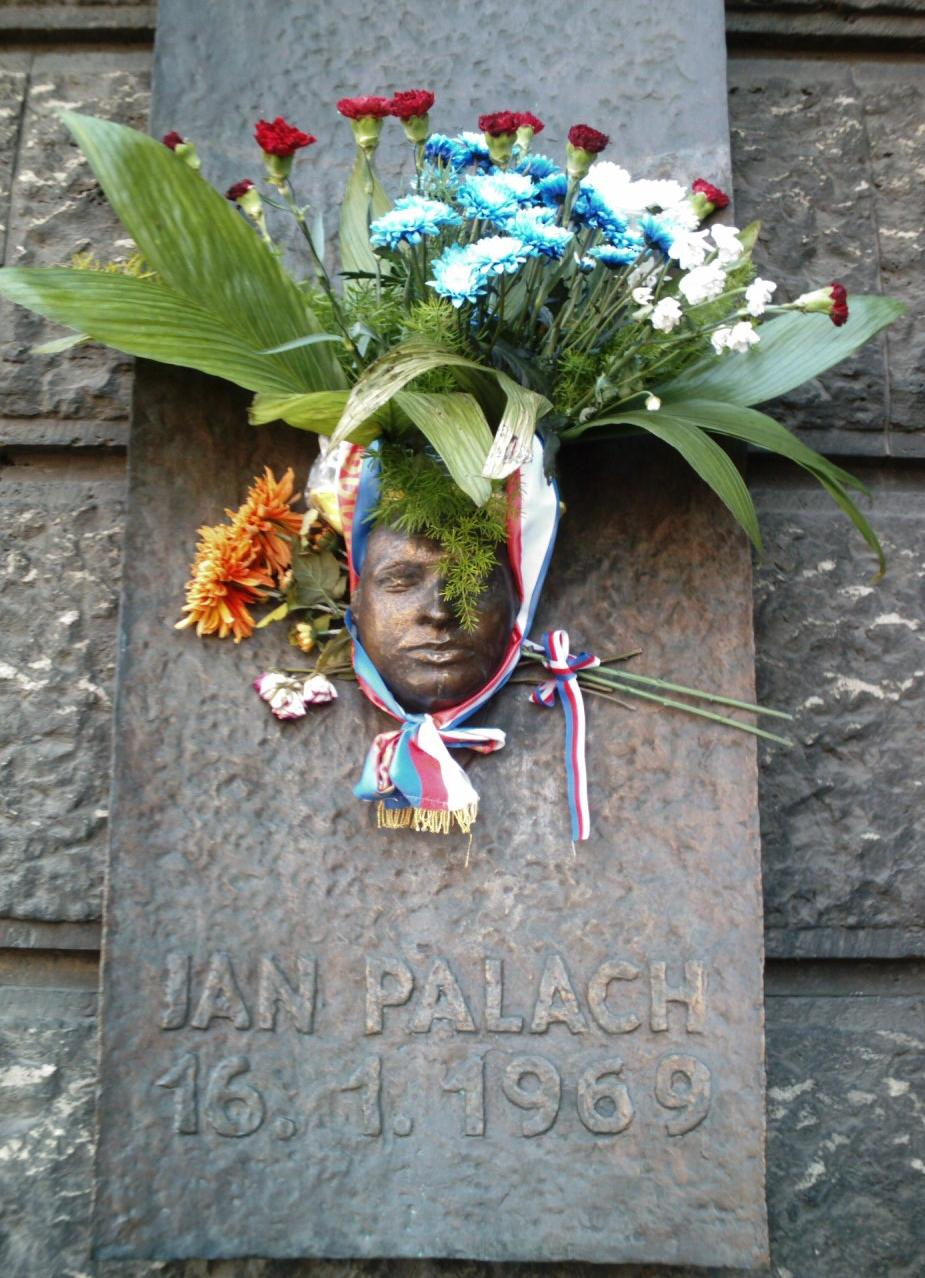
ヤン・パラフのデスマスクが付いたメモリアル・プレート

ヤン･パラフ（Jan Palach, 1948年8月11日 - 1969年1月19日）は、チェコスロバキアの大学生。1969年、ソ連の侵攻に対する抗議として焼身自殺したことで知られる。

## 概説
パン屋の息子として生まれ、カレル大学哲学部に進学し、歴史と政治経済を学んだ。1968年のソ連の主導するワルシャワ条約機構軍によるチェコスロバキア侵攻および占領の時期に、自由の抑圧と民衆の消極的な態度に抗議して、ヴァーツラフ広場で焼身自殺した。

## 備考
当時、チェコスロバキア日本大使館の外交官だった春江一也の体験談に基づく小説『プラハの春』では、学生たちのリーダー格であるヤンが火炎瓶を作ろうとして主人公の堀江に制止されるシーンが登場する。